# 他拉皋镇
他拉皋镇，是中华人民共和国辽宁省朝阳市双塔区下辖的一个乡镇级行政单位。

## 行政区划
他拉皋镇下辖以下地区：
他拉皋村、凌东村、木匠营子村、金沟村、铁匠营子村、八里村、褚仗子村、王杖子村、姜家窝铺村和新荒地村。